# ゆかいなターザン
ゆかいなターザン (英語: GEORGE OF THE JUNGLE)とは、アメリカ合衆国のテレビアニメ。アメリカでは1967年9月9日から12月30日までABCで放送された。オリジナルの放送では、『ゆかいなターザン』の後に『Tom Slick』と『スーパーチキン（Super Chicken）』が含まれていた。日本では1960年代から1990年代にかけて東京12チャンネル（現：テレビ東京）の『マンガのくに』や、地方局など（土曜7時20分に放送していた琉球放送や、日曜18時00分に放送していたテレ玉など）を通じて放送された。

## キャラクター
括弧内は日本語吹き替え版だが、声優は不明。
ジョージ
声 - ビル・スコット（不明）
ウルシア
声 - ジューン・フォーレイ（不明）
Ape ※日本放送時の名前は不明
声 - ポール・フリーズ、ドーズ・バトラー
District commissioner ※日本放送時の名前は不明
声 - ポール・フリーズ（不明）